# Crew of Me & You
Crew of Me & You är en svensk, technobaserad musikgrupp, bildad 2018.

## Historik
Crew of Me & You är i grunden en skånebaserad duo bestående av Maja Ivarsson (sång) och Felix Rodriguez (technomusik, sång), kända från gruppen The Sounds. Efter att länge ha skrivit låtar tillsammans började de två att experimentera med nya musikriktningar, som inte helt passade med The Sounds inriktning. De beslöt sig därför att tidigt 2018 bilda detta nya sidoprojekt med större experimentell frihet. Namnet kommer från en textrad i en ännu (2018) outgiven The Sounds-låt.  
I april 2019 släppte de sin första ep Home Free med bland annat singeln "Come Out and Play" (Roxy Recordings). I augusti samma år kom uppföljar-epn Body Count.

## Diskografi
- 2019 – Home Free (ep)
- 2019 – Body Count (ep)